# Shuriken

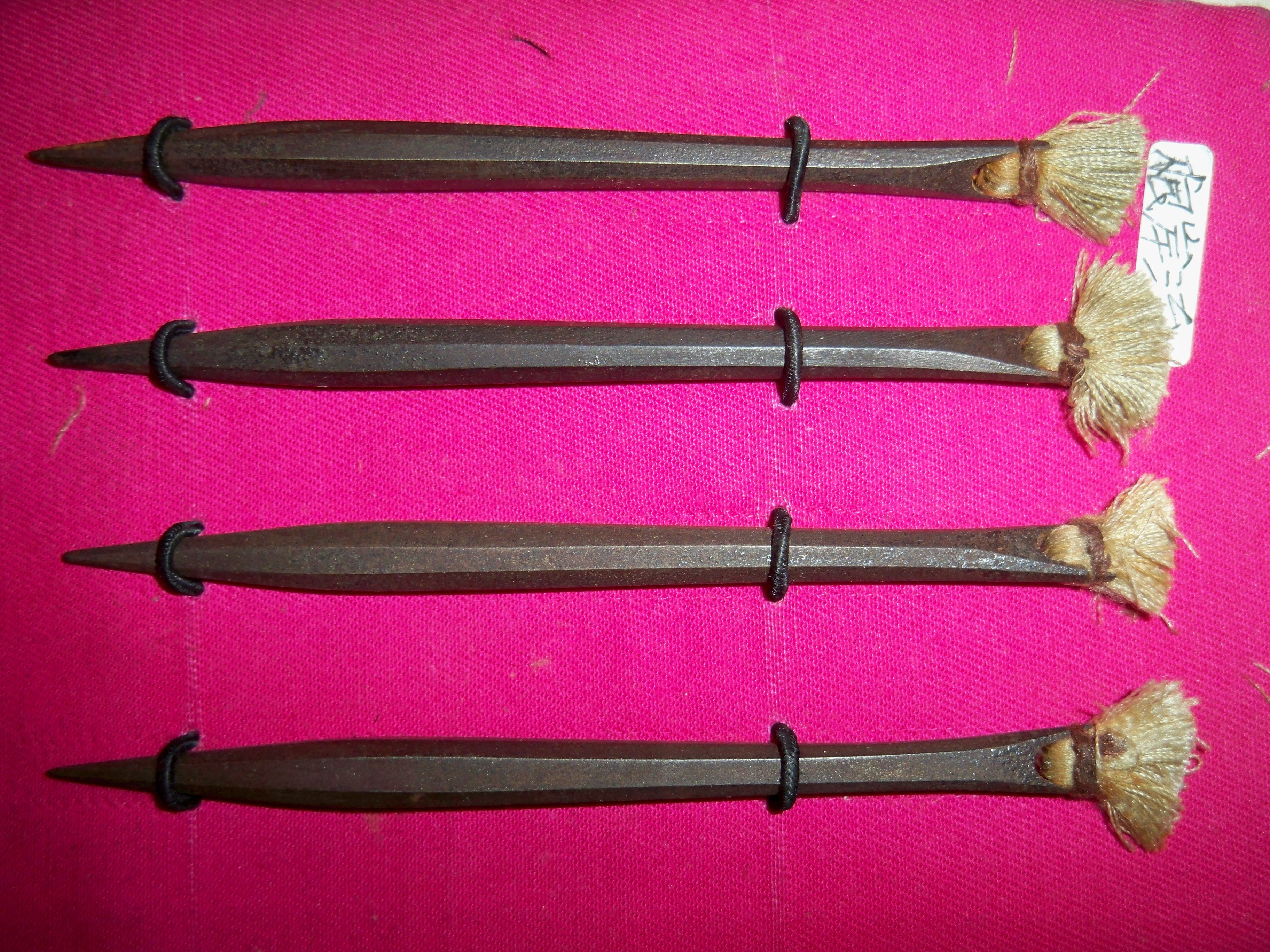
Bo Shuriken

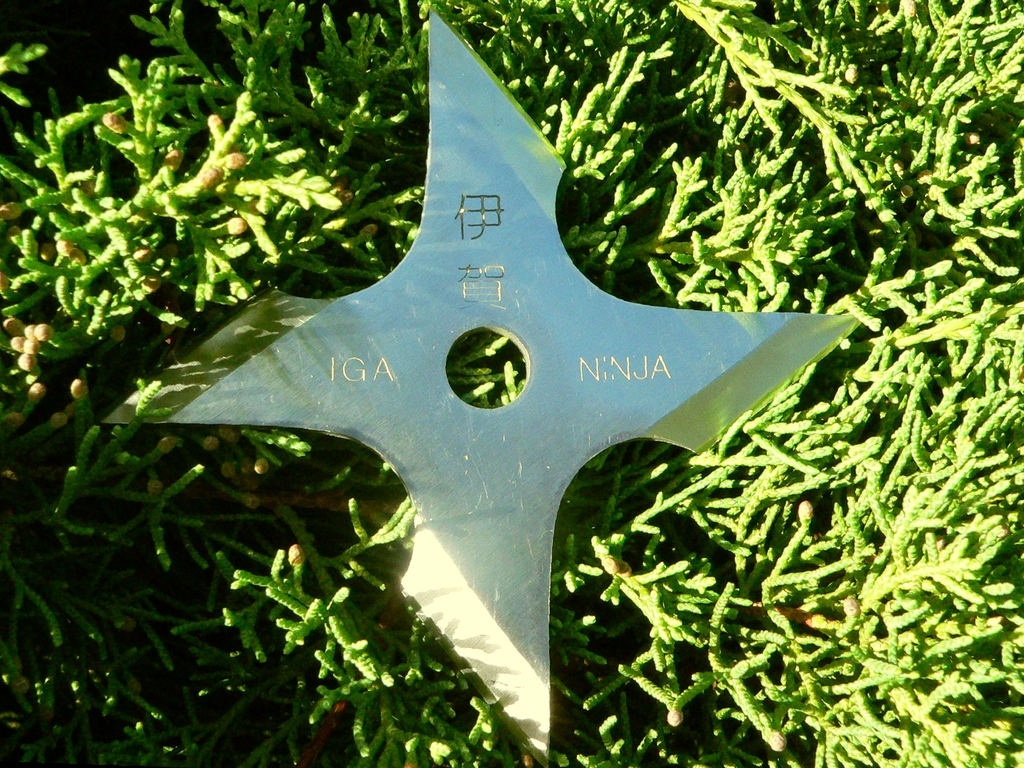
Ninja Shuriken ("werpster")

Shuriken (Japans: 手裏剣) zijn werpmessen. De kunst om te gaan met deze wapens heet shuriken-jutsu of shuriken-do.

## Varianten
De hoofdvarianten van het wapen zijn de bo shuriken (棒手裏剣), darts; en de hira shuriken, de werpmessen met meerdere punten, ook wel kurumaken (車剣, of shaken) genoemd. Als men het zou ontleden in het Japans, zou Shuri-Ken vertaald worden als "Zwaard in de binnenkant van de hand", waarbij Ken voor zwaard staat. In het westen is dit type door hun bijzondere vorm beter bekend als de werpster of ninjaster. De "werpsterren" die door ninja's en samoerai werden gebruikt hadden in het algemeen maar vier punten, meer dan vier werd gezien als onhandig. 
Shuriken zijn niet bedoeld als hoofdwapen, alhoewel videospellen en televisieseries dit lijken uit te dragen. Ze werden gebruikt als afleidings- of tactisch wapen. Ze werden in het verleden ook wel gebruikt om een dreigement kracht bij te zetten of om doodsbedreigingen aan vijanden te sturen. Een veelgebruikte afleidingstechniek is om de shuriken zo te gooien dat hij het zonlicht reflecteert. De afleiding die deze lichtflits geeft zou het verschil kunnen zijn tussen leven en dood.
De eerste bo shuriken waren aangescherpte haarspelden, die in het haar werden gedragen en die men kon gebruiken als een laatste redmiddel. De wat bekendere vierhoekige shuriken werd gebruikt als gereedschap door timmerlieden om spijkers uit hout te halen.

## Film
In Goldfinger maakt James Bond kennis met Oddjob, die een hoed met metalen rand heeft die hij als een soort shuriken gebruiken kan.

## Verbod
Het voorhanden hebben van werpsterren is in Nederland verboden op grond van art. 2 jo. art. 13 van de Wet wapens en munitie.